# Doug Kurtis
Doug Kurtis (nacido el 12 de marzo de 1952) es un maratoniano estadounidense. Participó en cinco ocasiones en los trials estadounidenses para los Juegos olímpicos. Entre los récords que posee está el de más victorias en maratones (40), más maratones por debajo de las 2 horas y 20 minutos (69) y más maratones por debajo de las 3 horas (200). En 1989 Kurtis ganó el Maratón de Barcelona con un tiempo de 2:14.37. En 2013 se retiró de realizar maratones.
Antiguos records
Más maratones por debajo de las 2 horas y 20 minutos en un mismo año (12)